# Synagoga w Krakowie (ul. Skawińska 2)
Synagoga w Krakowie – synagoga znajdująca się na Kazimierzu w Krakowie, w jednym z pomieszczeń budynku na rogu ulicy Skawińskiej 2 i Krakowskiej 41.
Synagoga została zbudowana w 1911 roku wraz z Gmachem Zarządu Gminy Wyznaniowej Żydowskiej, gdzie się mieściła. Służyła ona głównie pracownikom Gminy oraz innych instytucji mieszczących się w budynku.
Podczas II wojny światowej synagoga została zdewastowana. Po zakończeniu wojny przez pewien czas znów była użytkowana. Obecnie pomieszczenie po niej jest wykorzystywane do innych celów.